# Sternoptyx diaphana
A Sternoptyx diaphana a sugarasúszójú halak (Actinopterygii) osztályának nagyszájúhal-alakúak (Stomiiformes) rendjébe, ezen belül a mélytengeri bárdhalfélék (Sternoptychidae) családjába tartozó faj.

## Előfordulása
A Sternoptyx diaphana az Atlanti-, a Csendes- és az Indiai-óceánok trópusi részein fordul elő. További élőhelyei: Írország délnyugati részétől Spanyolországig, Angola déli vizei, a Dél-kínai-tenger és a Kelet-kínai-tenger.

## Megjelenése
Legfeljebb 5,5 centiméter hosszú. A farok alatti úszó tövénél, áttetsző, háromszög alakú hártya látható. A fiatal példánynak, csak akkor lesz világítószerve, miután eléri a 11-13 milliméteres hosszúságot.

## Életmódja
Mélytengeri halfaj, amely 400-3676 méteres mélységekben él, azonban a legtöbbször 500-800 méteres mélységekben tartózkodik. Nem vándorol, a mélyben tartózkodik éjjel-nappal, ahol evezőlábú rákokra, kagylósrákokra, krillre, felemáslábú rákokra, halakra és egyéb állatokra vadászik.

## Felhasználása
A Sternoptyx diaphanának halászatilag nincs gazdasági értéke.

## Képek a Sternoptyx diaphanáról

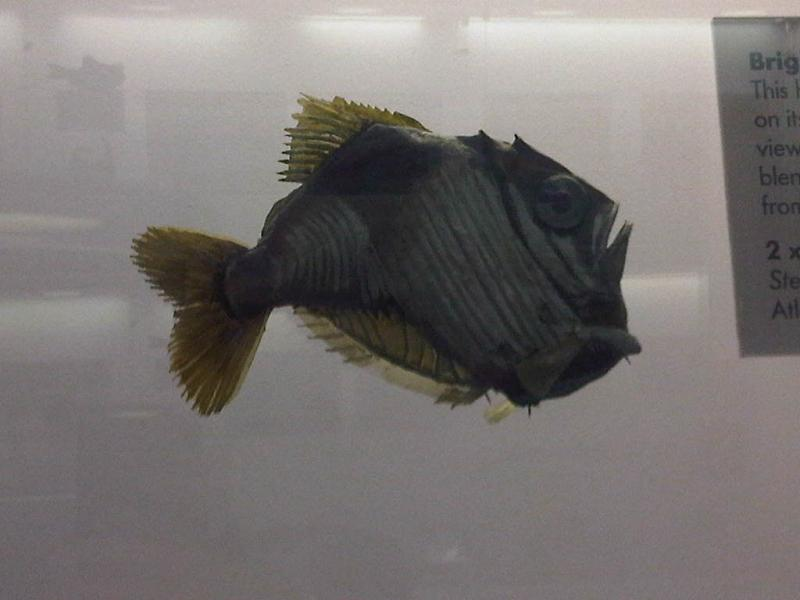
Sternoptyx diaphana modell a londoni Természettudományi Múzeumban
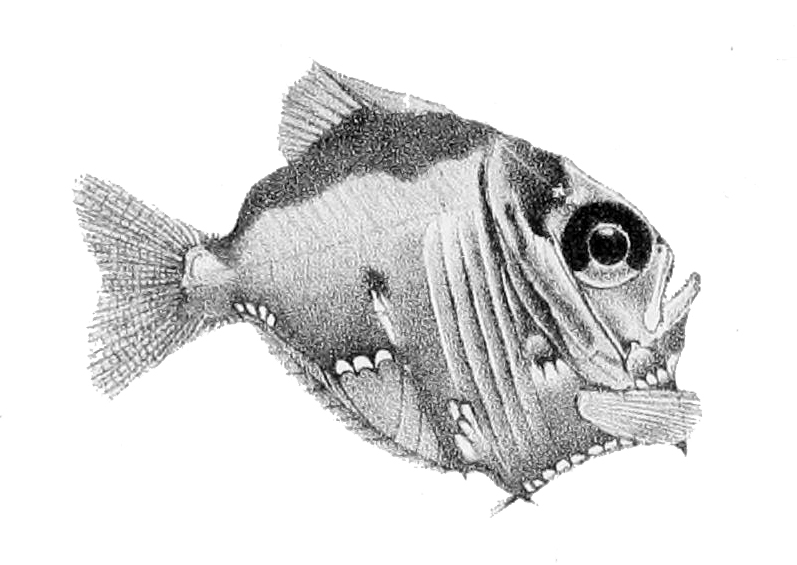
Különböző rajzok
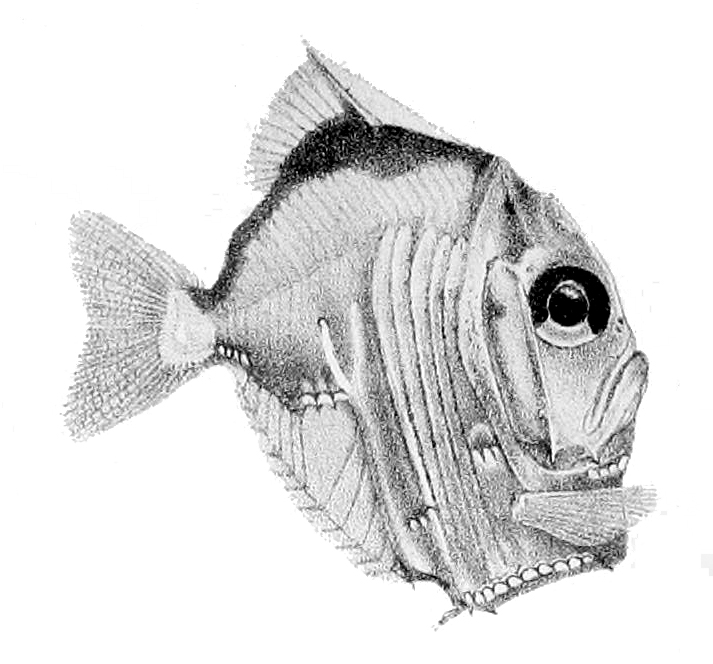
erről a halról